# Stolístek
Stolístek (Myriophyllum) je rod asi 60 druhů vodních nebo bahenních rostlin vyrůstajících téměř po celém světě.

## Popis
Vytrvalé oboupohlavné, jednodomé, dvoudomé nebo mnohomanželné rostliny většinou s plazivými oddenky, ze kterých vyrůstají olistěné lodyhy trvale ponořené pod hladinou nebo i nad hladinu vystupující. V obvykle větvících se ponořených lodyhách jsou štěrbiny (lakuny) se vzduchem, který je přiváděn ke kořenům a zároveň pomáhá lodyhu nadnášet. Vejčité až podlouhlé listy bez palistů, někdy s řapíky a jindy bez, vyrůstající v přeslenech po 3, 4, 5 nebo vzácněji střídavě. Jsou děleny do jemných niťovitých úkrojků, což jednak zvětšuje styčnou plochu listu s vodou, odkud čerpá rostlina výživu, jednak zvětšuje plochu pro příjem slunečního záření, přičemž list klade minimální odpor proudící vodě.
Květy vytvářející klasnatá květenství, která vyčnívají nad hladinou, rostou obvykle v přeslenech. Často vyrůstají z úžlabí listenů, jsou drobné, pravidelné a mohou být jednopohlavné i oboupohlavné. Nejčastěji se samčí nacházejí v horní části klasu, samičí ve spodní a bisexuální uprostřed. Oboupohlavný květ mívá gyneceum tvořené ze 2 až 4 plodolistů, po 4 až 8 tyčinkách s podélně pukajícími prašníky, spodní semeník nejčastěji čtyřpouzdrý s jedním obráceným vajíčkem v pouzdře a 2 až 4 blizny se zakrslými čnělkami. Jednopohlavné květy mají orgány jednoho pohlaví buď nefunkční, nebo zcela chybí.
Plod je tvrdka poltící se převážně na čtyři plůdky, které mají po jednom semeni. Některé druhy vytvářejí v pozdním létě turiony, které přežívají zimu a na jaře z nich vyrůstají nové rostliny i s kořeny.

## Taxonomie
Mimo tři druhy vyrůstající ve vodách České republiky
- stolístek klasnatý (Myriophyllum spicatum) L.
- stolístek přeslenatý (Myriophyllum verticillatum) L.
- stolístek střídavokvětý (Myriophyllum alterniflorum) DC.

jsou v Evropě ještě rozšířeny další dva druhy
- stolístek vodní (Myriophyllum aquaticum) (Vell.) Verdc.
- stolístek různolistý (Myriophyllum heterophyllum) Michx.[3][7]